# Campania antireligioasă sovietică (1928–1941)

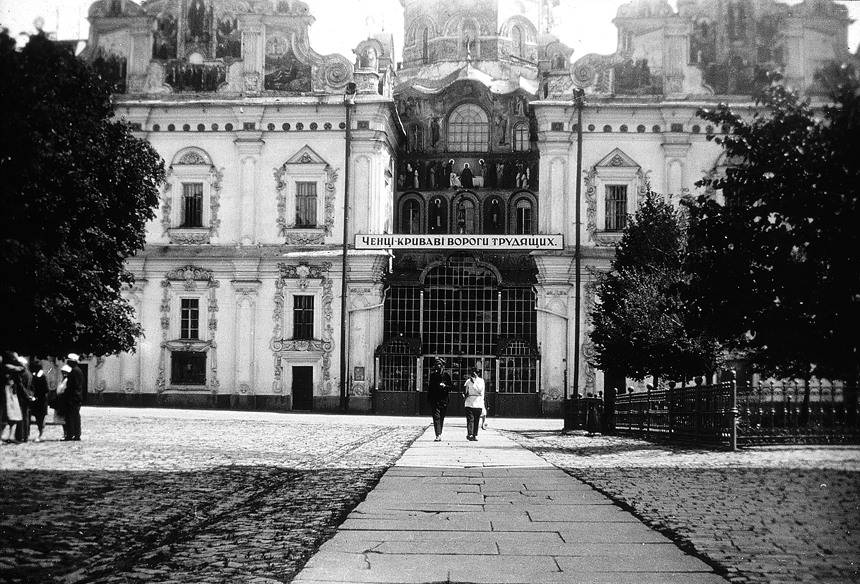
„Călugării - dușmanii sângeroși ai poporului muncitor” (afiș pe Catedrala Adormirii Maicii Domnului din Lavra Peșterilor din Kiev, aproximativ 1930).

Campania antireligioasă sovietică (1928–1941) a fost o nouă fază a campaniei antireligioase în Uniunea Sovietică, după campania antireligioasă din 1921–1928. Campania a început în 1929, odată cu elaborarea unei noi legislații care interzicea drastic activitățile religioase și cerea un proces de educare a antireligioasă, pentru a răspândi în continuare ateismul și filosofia materialistă. Această nouă campanie a fost precedată în 1928 de al XV-lea Congres al Partidului, unde Iosif Stalin a criticat partidul pentru că nu a produs o propagandă antireligioasă mai activă și mai convingătoare. Această nouă etapă a coincis cu începutul colectivizării în masă și cu naționalizarea puținelor companii private rămase.
Principala țintă a campaniei antireligioase din deceniile anilor 1920 și 1930 a fost Biserica Ortodoxă Rusă, care avea cel mai mare număr de credincioși. Aproape toți membrii clerului și mulți dintre credincioșii săi au fost împușcați sau trimiși în lagăre de muncă. Școlile teologice au fost închise, iar publicațiile bisericești au fost interzise. Mai mult de 85.000 de preoți ortodocși au fost împușcați numai în 1937. Doar a douăsprezecea parte din preoții Bisericii Ortodoxe Ruse mai funcționau în parohiile lor până în 1941.
În perioada 1927–1940 numărul bisericilor ortodoxe din Republica Rusă a scăzut de la 29.584 la mai puțin de 500.
Campania a încetinit la sfârșitul deceniului al patrulea și începutul celui următor, și s-a încheiat brusc după  Invadarea Poloniei și începerea Operațiunii Barbarossa. Provocarea produsă de invazia germană avea să împiedice în cele din urmă desființarea publică a religiei în societatea sovietică.
Această campanie, ca și campaniile din alte perioade care au stat la baza eforturilor URSS de a elimina religia și de a o înlocui cu ateismul susținut de o viziune materialistă asupra lumii, a fost însoțită de afirmații oficiale conform cărora nu existau persecuții religioase în URSS și că toți credincioșii care erau vizați de represiuni erau urmăriți din alte motive decât cele legate de credință. Credincioșii erau, de fapt, vizați și persecutați pe scară largă pentru credința lor sau pentru promovarea religiei, ca parte a campaniei statului de răspândire a ateismului, dar, oficial, statul susținea că nu există o astfel de persecuție și că persoanele vizate — atunci când recunoștea că erau vizate — erau atacate doar pentru că se împotriveau statului sau încălcau legea. Această abordare a servit propagandei sovietice în străinătate, unde a încercat să promoveze o imagine mai bună despre URSS, mai ales în lumina marilor critici la adresa sa din partea influentelor organizații religioase străine.

## Educația
În 1928, Comisarul Poporului pentru Educație, Anatoli Lunacearski, presat de marxiști de stânga, a fost de acord cu un sistem de învățământ complet antireligios începând cu clasa întâi, însă a avertizat totuși împotriva unei concedieri generale a profesorilor cu convingeri religioase din cauza lipsei de profesori atei. În 1929, o conferință Agitprop a decis să intensifice activitatea antireligioasă în tot sistemul de învățământ. Aceasta a dus la înființarea de secții antireligioase în toate instituțiile de cercetare și de învățământ superior. O facultate specială antireligioasă a fost instituită în 1929 la Institutul Profesorilor Roșii.
În 1927, în timpul unui interviu cu delegația sindicală americană, I. V. Stalin a afirmat că partidul nu poate fi neutru față de religie:
Există cazuri în care unii membri ai partidului intervin uneori în desfășurarea generală a propagandei antireligioase. Dacă astfel de membri ai partidului sunt excluși, atunci este foarte bine, pentru că astfel de „comuniști” nu au ce căuta în rândurile partidului nostru. – I. V. Stalin
Autoritățile sovietice au inițiat o campanie împotriva profesorilor de școală din vechea intelectualitate, despre care se afirma că lucra împotriva sistemului și chiar permitea preoților să influențeze spiritual elevii. Profesorii acuzați de astfel de fapte puteau fi concediați, iar în cele mai multe cazuri autoritățile sovietice îi întemnițau sau îi exilau.
Presa antireligioasă a identificat credincioșii din rândurile savanților sovietici de top. Această etichetare a dus la epurarea din 1929–1930 a Academiei de Științe a Uniunii Sovietice. În timpul aceste acțiuni, până la 100 de savanți, asistenții și studenții lor au fost arestați pe baza unor acuzații false și au primit sentințe care variau de la trei ani de exil intern până la pedeapsa cu moartea. Cei mai mulți dintre ei au pierit ulterior în lagăre sau în închisoare. Unul dintre scopurile acestei epurări a fost acela de a îndepărta intelectualii bisericii și de a sprijini propaganda conform căreia numai oamenii înapoiați credeau în Dumnezeu.
Într-un caz, celebrul istoric sovietic Serghei Platonov a fost întrebat de ce a numit un evreu pe nume Kaplan în funcția de director al Casei Pușkin, iar el a răspuns spunând că acesta nu era evreu, ci creștin ortodox. Pe această bază, Kaplan a fost trimis într-un lagăr de concentrare timp de cinci ani.
Comitetul Central al Partidului Comunist al Uniunii Sovietice a suspendat „măsurile administrative” împotriva religiei din 1930 până în 1931, ceea ce a slăbit activitatea educațională antireligioasă, dar o altă rezoluție din septembrie 1931 a reinstituit educația antireligioasă activă.

## Mitropolitul Serghie și Biserica
Cei mai mulți dintre episcopii arestați între 1928 și 1932 au fost arestați din motive legate de opoziția față de mitropolitul Serghie și de faimoasa sa declarație de loialitate. În această perioadă, statul a menținut în mod oficial linia de separație între biserică și stat în Uniunea Sovietică, în ciuda numeroaselor arestări de oameni religioși. GPU îi întreba adesea cu cinism pe credincioșii arestați „care este atitudinea ta față de «mitropolitul nostru» Serghie, care conduce biserica sovietică?”.
Opoziția față de Serghie a fost folosită ca pretext pentru a închide multe biserici și pentru trimiterea clerului în exil. Ultima biserică anti-Serghie care funcționa oficial la Moscova a fost închisă în 1933, iar la Leningrad în 1936. După ce aceste biserici erau închise, ele erau de obicei demolate sau transformate în clădiri de folosință seculară (în loc să fie date în jurisdicția lui Serghie, deși motivul oficial pentru care fuseseră închise era tocmai pentru că se opuneau mitropolitului). Această campanie a diminuat foarte mult numărul bisericilor funcționale din țară.
Deși bisericile oficiale anti-Serghie au fost distruse, au existat multe comunități bisericești clandestine neoficiale care au format ceea ce s-a numit „Biserica din Catacombe". Această mișcare bisericească clandestină a pretins că este adevărata continuare legitimă a ortodoxiei în Rusia.
Douăzeci la sută din deținuții din lagărele Solovki din perioada 1928–1929 au fost închiși în legătură cu probleme legate de religie. Între 1928 și 1931, cel puțin treizeci și șase de episcopi au fost întemnițați și exilați, iar numărul total a depășit 150 până la sfârșitul deceniului al patrulea. Acest lucru nu a însemnat, totuși, că preoțimea loială lui Serghie era mai în siguranță, căci și ei a fost atacați și arestați în număr mare.
Mitropolitul Serghie a declarat presei străine în 1930 că nu există persecuție religioasă și că ortodoxia împărtășește multe obiective sociale cu marxismul. Un mare număr de clerici s-au împăcat cu Serghie până în 1930.
Din cauza numărului masiv de episcopi arestați, atât ortodocșii, cât și renovaționiștii au consacrat pe ascuns episcopi, care să ia locul celor arestați și să continue descendența apostolică. Tot ca urmare a acestei arestări masive de episcopi, Sfântul Sinod ortodox a încetat să mai funcționeze în 1935.
Potrivit presei antireligioase, preoții ar fi umblat din sat în sat, săvârșind pe ascuns slujbe religioase în casele credincioșilor, fiind deghizați în reparatori ambulanți sau în alte profesii. De asemenea, se susținea că tinerii erau atrași spre creștinism de către clerici care se angajau gratuit la petrecerile de tineret ca organizatori de jocuri, muzicieni, dirijori de coruri, cititori de literatură rusă seculară, directori de cercuri de teatru etc. De asemenea, se susținea că mulți credincioși se țineau departe de biserici și de preoți din cauza rușinii de a respecta ritualurile religioase în mod deschis și, ca răspuns la acest lucru, mulți preoți îndeplineau ritualuri religioase în absență. Acest lucru însemna că ceremoniile de căsătorie se desfășurau pe inele care erau apoi trimise miresei și mirelui absenți, sau că slujbele funerare se desfășurau pe sicrie goale în care cadavrul era mai târziu așezat în cadrul unei înmormântări laice.

## Măsuri legislative
Uniunea Ateilor Militanți (Сою́з Вои́нствующих Безбо́жников) a cerut în 1929 ca țăranii credincioși să fie excluși din conducerea fermelor colective. 
În 1929, Lunacearski a făcut niște declarații în care susținea că libertatea religioasă poate fi suspendată „atunci când se abuzează de ea pentru lupta directă de clasă împotriva dictaturii proletare”. Deși Lunacearski a îndemnat la moderație, acest citat va fi scos din context pentru a justifica persecuția antireligioasă intensă desfășurată în următorul deceniu.
Concurența de succes a bisericii cu propaganda ateistă continuă și răspândită, a determinat adoptarea în 1929 a unor noi legi privind „Asociațiile religioase” precum și amendamente la constituție, care interziceau toate formele de activități publice, sociale, comunitare, educaționale, editoriale sau misionare pentru credincioși.
Astfel, Biserica și-a pierdut orice voce publică și s-a limitat strict la serviciile religioase care aveau loc în interiorul bisericilor. Propaganda ateistă a continuat să aibă un drept de propagare nelimitat, ceea ce însemna că Biserica nu mai putea răspunde la argumentele folosite împotriva ei. Bisericii nu i s-a permis să organizeze grupuri de studiu pentru adulții religioși, să organizeze picnicuri sau cercuri culturale, sau să organizeze servicii speciale pentru grupuri de credincioși, cum ar fi elevii, tinerii, femeile sau mamele. Orice încercare a clericilor de a-și îndeplini adevăratele îndatoriri pastorale a devenit o încălcare a legii. Aceste legi interziceau și eforturile de caritate ale creștinilor, participarea copiilor la activități religioase, iar funcționarii religioși erau restricționați la zona asociată cu ei.
În timpul ședințelor celui de-al XVI-lea Congres al Partidului Comunist al Uniunii Sovietice, organizațiile de pionieri au fost chemate să participe la lupta antireligioasă. În timpul aceluiași congres s-a hotărât să fie interzisă participarea tinerilor la serviciile religioase pe post de copii de altar, sau să fie înscriși în grupuri de învățătură religioasă la domiciliu.
Explicația oficială a acestei campanii a fost că statul putea deveni vulnerabil din cauza eforturilor religioase străine (de exemplu, Vaticanul, bisericile evanghelice din SUA) și că, prin urmare, bisericile din Rusia trebuiau să fie private de toate drepturile publice, cu excepția serviciilor liturgice desfășurate în interiorul zidurilor bisericii. Toate aceste reglementări împreună au facilitat mult mai mult persecutarea arbitrară a preoțimii și a familiilor sale de către stat, în special în ceea ce privește reglementările discriminatorii în materie de finanțe, de utilizare a terenurilor și de locuințe.
În 1929, calendarul sovietic a fost modificat pentru a înlocui săptămâna de lucru de șapte zile cu una de șase zile, cu cinci zile de lucru și a șasea zi liberă; acest lucru a fost făcut pentru a forța oamenii să lucreze duminica în loc să meargă la biserică. Conducerea sovietică a instituit măsuri pentru a opri celebrarea Crăciunului și a altor sărbători religioase. De exemplu, zilele de 25 și 26 decembrie au fost proclamate „Zile ale industrializării”, în care întreaga țară era obligată să sărbătorească industrializarea națională prin prezența la muncă pe parcursul întregii zile. Cu toate acestea, pe tot parcursul anilor 1930–1940, s-a raportat un absenteism ridicat la locul de muncă în zilele de sărbători religioase. Muncitorii care mergeau la slujbe religioase în duminicile de lucru sau în astfel de sărbători religioase puteau fi sancționați pentru absență nemotivată de la locul de muncă. Noua săptămână de lucru a rămas în vigoare până în 1940. Sărbătoarea tradițională rusească a Anului Nou (sărbătoarea circumciziei lui Iisus Hristos) a fost interzisă (mai târziu, Anul Nou a fost reinstaurat ca sărbătoare laică și este acum cea mai importantă sărbătoare familială din Rusia). Adunările și procesiunile religioase au fost inițial interzise, iar ulterior strict limitate și reglementate.
În a doua jumătate a secolului al XX-lea, o metodă mai subtilă de a perturba sărbătorile creștine a constat în difuzarea de filme foarte populare, unul după altul, în timpul marilor sărbători în care se așteaptă ca omenii religioși să participe la procesiuni religioase, în special în timpul sărbătorii de Paști. Aparent, acest lucru era menit să îi țină pe cei a căror credință era incertă sau șovăitoare în casele lor, în fața televizoarelor. 
În 1929, o rezoluție a CC al PCUS a cerut Komsomolului să elimine prejudecățile religioase din rândul membrilor săi prin intermediul unei „educații politice voluntare” obligatorii. Deși pare o nepotrivire de termeni, în jargonul legislativ sovietic, termenul „voluntar” nu însemna o acțiune cu participare exclusivă a doritorilor, ci una impusă. Nu era nicio portiță de scăpare și nu exista vreo scuză pentru un refuz. Au fost exercitate presiuni coercitive asupra membrilor sindicatelor și a organizațiilor de bază ale partidului pentru ca să se înscrie în Uniunea Ateilor Militanți. În timpul celui de al XVI-lea Congres al Partidului a fost subliniată datoria partidului de a contribui la „emanciparea maselor de sub influența reacționară a religiei” și a cerut sindicatelor să „organizeze corect și să consolideze propaganda antireligioasă”.
Participanții la Congres au adoptat o rezoluție conform căreia preoții nu ar fi trebuit să fie invitați în casele particulare, donațiile către biserici ar fi trebuit să înceteze, iar sindicatele ar fi trebuit să fie presate să nu efectueze lucrări pentru biserici (inclusiv reparații de clădiri). De asemenea, partidul a cerut sindicatelor să stimuleze propaganda antireligioasă.

## Persecuțiile financiare
Biserica a fost tratată ca o întreprindere privată, iar clerul a fost încadrat drept „culaci” în scopul impozitării, fiind supus taxării opresive introduse pentru țăranii și negustorii privați (până la 81% din venit). Lipsa unor reglementări care să definească clar modul de evaluare a calității de „culac” a lăsat liberă încadrările arbitrare și persecuțiile financiare. Clerul din mediul rural trebuia să plătească impozitul integral pe utilizarea terenurilor, impozitul pe venitul primit pentru funcțiile clericale speciale, precum și un impozit special plătit de cei lipsiți de dreptul de vot (toți clericii se aflau în această ultimă categorie). Toate comunitățile bisericești trebuiau să plătească un impozit special pe clădirea bisericii de 0,5% din valoarea „de piață” a clădirii, valoare care urma să fie evaluată în mod arbitrar de către Oficiul de Stat pentru Asigurări. În plus, clerul și obiectorii de conștiință trebuiau să plătească o taxă specială pentru că nu serveau în forțele armate, dar trebuiau totuși să servească în forțele auxiliare speciale (la tăierea copacilor, minerit și alte munci), atunci când erau convocați. Acest impozit era egal cu 50% din impozitul pe venit pentru veniturile mai mici de 3.000 de ruble și cu 75% din impozitul pe venit pentru veniturile mai mari de 3.000 de ruble. Prin toate aceste impozite combinate, taxele percepute de la clerici puteau depăși venitul lor. Neplata impozitelor putea fi urmărită penal și putea duce la încarcerare sau exil în Siberia. Neplata impozitelor putea fi tratată și ca activitate subversivă menită să submineze economia sovietică în timpul planului cincinal și putea duce la execuție.
Din moment ce biserica fusese lipsită de proprietate în 1918, iar ca urmare clerul nu mai avea pământ arabil de cultivat, împreună cu faptul că membrii mai bogați ai congregației lor fuseseră lichidați, iar clerului îi era încă interzis să colecteze cotizațiile membrilor, adesea nu mai aveau o bază financiară pentru a-și întreține bisericile.
Înainte de 1929 fuseseră introduse politici discriminatorii de utilizare a terenurilor, astfel încât clerul care dorea loturi de pământ pentru cultivarea privată avea nevoie de o permisiune specială, iar această permisiune putea fi acordată numai dacă nimeni altcineva nu solicita terenul în cauză, iar în cazul în care apărea o astfel de cerere, statul putea confisca terenul de la cleric și îl putea da persoanei care l-a solicitat. De asemenea, clerul nu avea prioritate în revendicarea terenurilor care au aparținut Bisericii înainte de 1917. În 1928, a fost interzis clerului să devină membri ai cooperativelor și colhozurilor. În plus, nu existau legi care să limiteze drepturile administrațiilor locale să refuze în mod arbitrar acordarea de parcele de teren pentru clerici. Toată această legislație a contribuit la o situație în care clerul nu avea terenuri pe care să le cultive.
Locuințele pentru clerici au început să fie închiriate la 10% din valoarea lor comercială în 1929 (în comparație cu 1–2% pentru alte persoane care locuiau în același tip de clădire). Clericii care aveau un venit anual mai mare de 3.000 de ruble nu puteau rămâne în clădiri naționalizate sau aflate în proprietatea primăriilor și a trebuit să fie evacuați până la 8 aprilie 1929. Nu a mai fost permisă închirierea unor astfel de clădiri clerului, indiferent de venituri, și li s-a interzis și să locuiască în casele altora. Singurul mod în care puteau trăi atunci era în case particulare pe care le închiriau, dintre care, după colectivizare, nu mai rămăseseră decât cele în stare mai proastă. În contextul persecuției, puțini laici ar fi oferit o astfel de locuință clerului de teama represaliilor. Această lipsă de locuințe i-a forțat pe mulți preoți să își părăsească vocația și să accepte slujbe civile.
Soțiile preoților puteau să divorțeze oficial de soții lor pentru a obține un loc de muncă, pentru a-și întreține familiile. Preoții puteau fi văzuți în zdrențe în fața bisericilor cerșind.

## Propaganda antireligioasă

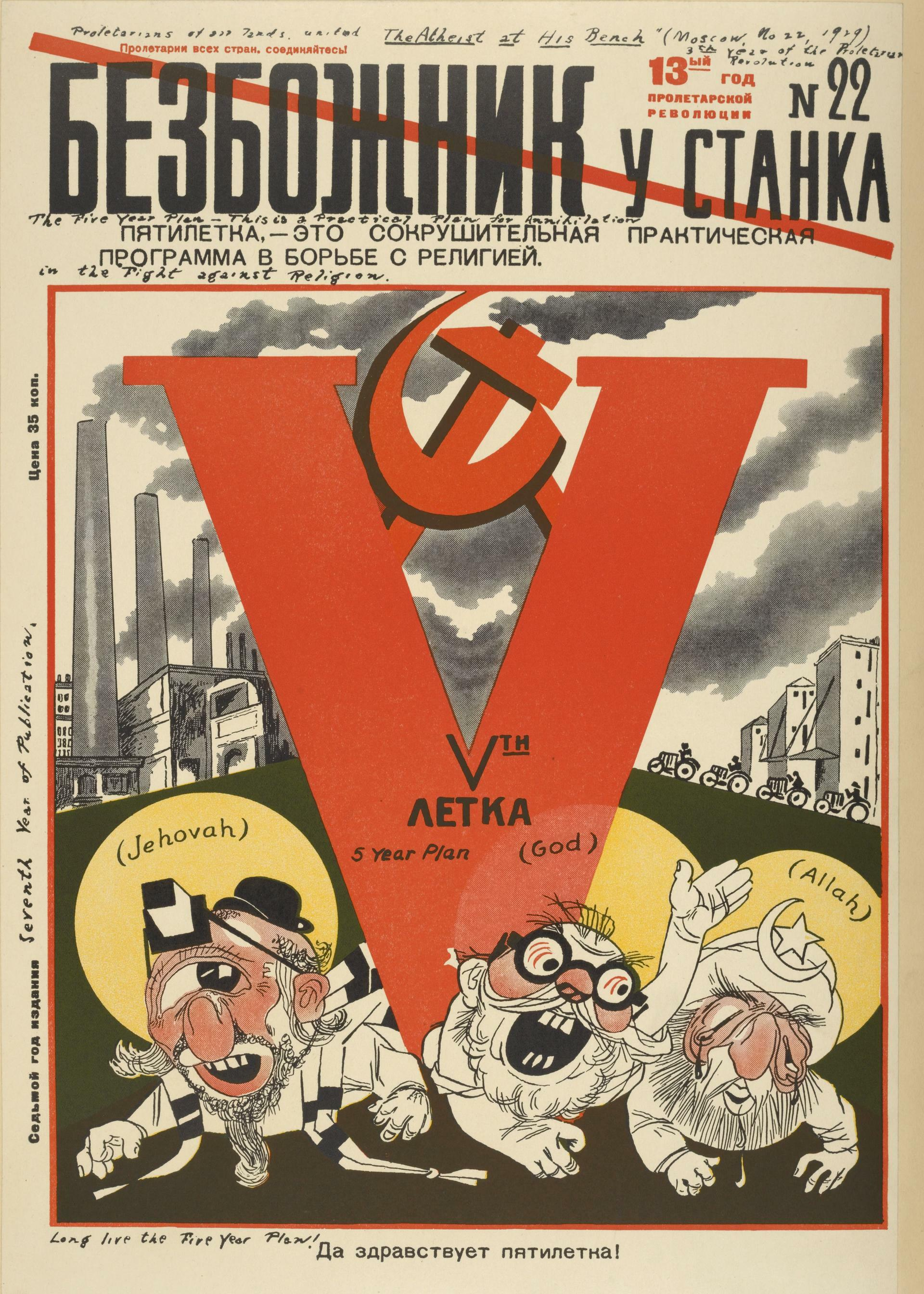
Coperta revistei Bezbojnik (Ateul) a Uniunii Ateilor Militanți din 1929. Primul plan cincinal al Uniunii Sovietice este prezentat zdrobind zeii religiilor avraamice

Propaganda antireligioasă a fost esențială în demonizarea credincioșilor activi și în încurajarea unei mentalități de ostilitate față de aceștia ca fiind „paraziți” sau „gunoaie”, și a fost într-un fel asemănătoare cu propaganda contemporană antisemită a Germaniei Naziste. Crearea acestei mentalități a fost esențială pentru ca publicul să accepte campania.
Propaganda antireligioasă publicată nu a fost la fel de vizibilă ca în anii 1920, dar acest lucru nu s-a reflectat în nivelul persecuției reale. Propaganda orală a fost din ce în ce mai mult delegată organizațiilor publice, cum ar fi organizațiile locale de partid, Komsomol, pionieri, Uniunea Ateilor Militanți, Muzeele Ateismului Științific, Universitățile Serale de Ateism ale Muncitorilor controlate de sindicate și altele.
Toate formele de comportament și politicile bisericilor, inclusiv a credincioșilor prosovietici, dar și antisovietici, au fost tratate în propaganda oficială ca fiind nesincere și având ca scop răsturnarea comunismului. Chiar și actele de loialitate ale liderilor religioși față de sistem au fost considerate încercări nesincere de a obține favoruri pentru a-și păstra influența asupra credincioșilor și pentru a proteja religia de lichidarea sa finală ca dușman jurat al muncitorilor.
Comportamentul religios era prezentat în propaganda oficială ca fiind legat de tulburări psihice și chiar de comportament criminal. Manualele pentru elevi au promovat anticlericalismul și au încercat să inducă disprețul față de credincioși. Pelerinii erau înfățișați ca niște cretini, alcoolici cu aspect respingător, sifilitici, escroci, iar clericii erau prezentați drept indivizi care se hrănesc cu bani. Credincioșii erau tratați ca niște paraziți dăunători, care răspândeau ignoranța, murdăria și boala și care trebuiau lichidați.
Presa transmitea sloganuri precum „să dăm o lovitură zdrobitoare religiei!”, sau „trebuie să ajungem la lichidarea Bisericii și la lichidarea completă a superstițiilor religioase!”. Credința religioasă era prezentată ca fiind similară cu superstițiile și comportamentul înapoiat. În presă au fost tipărite fotografii ale fostelor biserici, care au fost demolate sau transformate pentru alte folosiri.
Presa oficială i-a îndemnat pe oameni să-și sacrifice legăturile de familie de dragul ateismului, să nu facă compromisuri cu tradiția religioasă a familiei de dragul unității familiale sau al milei iubitoare pentru rudele lor.
Propaganda antireligioasă a încercat să demonstreze o relație între credința religioasă și comportamentul imoral sau criminal. Aceasta a inclus o revizuire a istoriei rusești, în care au fost condamnate figurile religioase. Părintele Gapon, liderul marșului din Duminica însângerată din ianuarie 1905, care a fost lăudat de Lenin, a fost transformat în spion japonez, iar Patriarhul Tihon a fost acuzat că ar fi fost afiliat cu capitaliștii britanici.
Foametea masivă de la începutul anilor 1930 (care a fost organizată parțial de stat) a fost pusă pe seama credincioșilor religioși, despre care s-a spus că se infiltraseră în colhozuri și că le distrugeau din interior. Ei au fost învinuiți în mod similar pentru eșecurile economiei sovietice din anii 1930–1940. Sărbătorile religioase au fost găsite vinovate și că ar fi dăunat economiei prin introducerea unui absenteism ridicat la locul de muncă și a beției.
În presă au fost inventate crime comise, chipurile, de credincioși religioși, care corespundeau cu arestarea lor. Acuzațiile de comportament indecent și de răspândirea de infecții cu transmitere sexuală erau folosite împotriva clerului ori de câte ori era posibil, deoarece propaganda susținea că singurul motiv pentru care un intelectual ar deveni preot ar fi declinul moral și lipsa de onestitate pentru a exploata oamenii. Vânzarea de produse pe piața neagră a fost una dintre cele mai ușoare acuzații aduse credincioșilor, deoarece, după abolirea NEP, vânzarea unei cruci sau a unei icoane putea fi catalogată drept întreprindere privată ilegală, întrucât întreprinderile de stat nu produceau astfel de obiecte.
În cadrul politicii URSS de negare a existenței persecuției religioase, presa a recunoscut existența persecuției în trecut doar în timpul Războiului Civil și în timpul campaniei de confiscare a obiectelor de valoare ale bisericii, iar acest lucru a fost justificat prin faptul că Biserica desfășura activități contrarevoluționare. În cadrul aceleiași politici, s-a susținut că închiderea în masă a bisericilor a fost un rezultat al scăderii sentimentelor religioase ale populației și ca urmare a cererilor muncitorilor. Aceste afirmații au fost contrazise chiar înainte de 1929, prin cazuri de mii de credincioși care au cerut guvernului să deschidă biserici care fuseseră închise în mod „voluntar”. Decenii mai târziu, scriitorii sovietici aveau să recunoască existența persecuțiilor din anii 1930–1940. Faptul că mai puțin de 1% din bisericile folosite în 1917 erau disponibile pentru credincioși până în 1939, în timp ce persoanele religioase reprezentau cel puțin 50% din populație, este, de asemenea, citat ca dovadă împotriva presupuselor închideri voluntare.
Presa antireligioasă și-a pierdut mult din creativitate în anii de la sfârșitul deceniului al patrulea și adesea repeta aceleași teme de propagandă a urii în articole succesive, alături de articole monotone care lăudau politicile statului, sau îi îndemnau pe oameni să fie buni cetățeni. De asemenea, presa antireligioasă avea tendința să exagereze succesul eliminării religiei și susținea că statul a dat o lovitură mortală acesteia.
În climatul ostil al vremii, credincioșii erau „demascați” în presa atee. Numele celor care mergeau la biserică de Paște puteau fi listate în publicațiile locale. O astfel de raportare putea fi primul dintr-o serie de atacuri împotriva lor. Elevilor din școlile publice li se putea cere să scrie pe tablă numele colegilor care participau la slujbe religioase. Elevilor li s-au dat teme pentru acasă prin care să convertească un membru al familiei lor la ateism.

## Comunele agricole
Comunele agricole religioase erau atacate nu datorită unei presupuse productivități scăzute, ci datorită faptului că împiedicau pătrunderea propagandei antireligioase în mijlocul lor. Membrii unor comune agricole religioase care se alăturau colhozurilor erau uneori acuzați în presă că sabotau culturile și munca colectivă. 
Ciurikov, un mic negustor din zona Volgăi, care înființase comune agricole ortodoxe de mare succes, a început să fie vizat de stat la sfârșitul anilor 1920. El și-a câștigat o reputație deosebită în rândul miilor de persoane care participau la comunele sale. Se spunea că avea un dar să vindece alcoolismul prin rugăciune, predică și apel la iubirea de Dumnezeu și oameni, și la muncă pentru binele comun. El propovăduia și „socialismul lui Iisus Hristos”. Inițial, a fost lăudat în propaganda oficială, dar eșecul fermelor colective ale statului în comparație cu comunele lui Ciurikov a produs o nevoie ideologică de a-l elimina. Ca urmare, Ciurikov a fost denigrat într-o lungă campanie de presă și a fost în cele din urmă executat în 1930, împreună cu colaboratorii săi principali. Comunele sale au fost dizolvate, împreună cu toate celelalte comune agricole religioase din țară.

## Musulmanii
Mirsaid Sultan-Galiev⁠(d), liderul marxist din Asia Centrală, care a pledat pentru un stat marxist independent în Asia Centrală, a început să fie atacat în 1927. Între 1927 și 1940, el și susținătorii săi au fost excluși din Partidul Comunist al URSS. Galiev a fost arestat și trimis la închisoare. În cele din urmă, a fost executat în 1940. Mulți musulmani care au susținut crearea unui stat musulman unit în Asia Centrală au fost vizați și lichidați în anii 1930 ca trădători.
Mulți membri din Asia Centrală ai Partidul Comunist erau musulmani practicanți, iar autoritățile sovietice au constatat că nu era pragmatic să îi elimine pe toți, din cauza lipsei de experiență pe care activiștii comuniști ruși o aveau în Asia Centrală și a lipsei unui număr suficient de membri comuniști atei în aceste teritorii.
Cu toate acestea, musulmanii au fost atacați în această perioadă împreună cu credincioșii altor religii. Legea din 1929 privind asociațiile religioase pentru întreaga țară a fost pusă în aplicare în Asia Centrală prin dizolvarea tuturor instanțelor islamice care supravegheau hotărârile privind atât Sharia, cât și dreptul cutumiar.
Existau 20.000 de moschei în Asia Centrală sovietică în 1917, mai puțin de 4.000 în 1929, iar în 1935 se știe că mai funcționau mai puțin de 60 în Uzbekistanul sovietic, țară în care se afla jumătate din populația musulmană din Asia Centrală. Clericii musulmani s-au confruntat cu aceleași persecuții financiare pe care le suferiseră cei creștini și nu au putut să se întrețină singuri. De asemenea, a existat o scădere masivă a numărului de clerici musulmani înregistrați, ceea ce a lăsat un număr semnificativ de zone fără imami sau mullahi⁠(d). Cu toate acestea, au continuat să profeseze ilegal mulți clerici musulmani neînregistrați și multe moschei musulmane au funcționat ilegal, fără înregistrare.
Mulți clerici musulmani au fost arestați și executați în timpul epurărilor staliniste. Campania împotriva islamului din anii 1930 a fost direct legată de anihilarea fizică a comuniștilor naționaliști „islamici” din Asia Centrală sovietică. În 1936 a avut loc o „demascare” a muftiului suprem din Ufa ca fiind un agent japonez și german, care ar fi transformat întreaga administrație spirituală musulmană din Ufa într-o uriașă rețea de spionaj. În unele regiuni din Caucaz, campania antireligioasă și atacurile împotriva islamului au provocat un război de gherilă din partea credincioșilor, iar pentru reinstaurarea păcii au fost aduse trupe regulate sovietice.

## Activități
Stalin a cerut „să fie adus la bun sfârșit lichidarea clerului reacționar din țara noastră”. Stalin a cerut un „plan cincinal ateu între 1932 și 1937”, condus de Uniunea Ateilor Militanți, pentru eliminarea oricărei manifestări religioase din URSS. Comuniștii au declarat că noțiunea de Dumnezeu va dispărea din Uniunea Sovietică.
Unele dintre tacticile care fuseseră folosite la început au fost abandonate în deceniul următor din cauza naturii lor primitive sau a faptului că ofensau prea mult sentimentele credincioșilor. În acestea au fost incluse tacticile împotriva Crăciunului și Paștelui, care au fost organizate de grupuri precum Komsomolul.
Autoritățile au continuat să încurajeze anticlericalismul și confruntarea dintre laici și ierarhia lor religioasă. Majoritatea clericilor arestați și încarcerați în anii 1920 și ulterior nu au avut niciodată parte de procese. În anii 1920, pedeapsa maximă pentru exilul administrativ era de trei ani, dar aceasta a fost extinsă la patru ani în 1934, când a fost creat NKVD și i s-a dat puterea să emită astfel de sentințe. După ce au executat astfel de pedepse, majoritatea clericilor s-au întors în eparhiile lor. Cei ale căror pedepse expirau în jurul anului 1930 erau adesea transportați sub supraveghere în sate izolate din nordul îndepărtat sau din nord-est, fără să li se permită a se mai întoarce vreodată.
Inițial, asociațiile religioase au manifestat o mare rezistență împotriva campaniei antireligioase din 1929–1930 și an mare număr de petiții au fost adresate guvernului.
După 1929 și de-a lungul următorului deceniu, închiderea bisericilor, arestările în masă ale clerului și ale laicilor activi din punct de vedere religios, precum și persecutarea oamenilor pentru că mergeau la biserică au atins proporții fără precedent. De exemplu, în regiunea Bejețk din Rusia Centrală, 100 din cele 308 biserici care mai existau au fost închise în 1929 (doar douăsprezece au fost închise în această regiune între 1918 și 1929), iar în eparhia Tula, 200 din cele 700 de biserici au fost închise în 1929. Această campanie a început să se intensifice mai întâi în zonele rurale, înainte de a ajunge în orașe după lichidarea mănăstirilor în 1932.
O mare parte din aceste acțiuni au fost realizate pe baza unor instrucțiuni secrete nepublicate ale Comitetului Central, în timp ce, în mod ambiguu, același Comitet a cerut public să se pună capăt practicii de închidere a bisericilor. În legătură cu aceasta, campania de teroare din anii 1930 s-a desfășurat într-o atmosferă de secret absolut, după ce campania inițială desfășurată între 1929 și 1930 a avut parte de o reflectare foarte dezavantajoasă pentru regimul sovietic în presa internațională.
Membrii de partid care au fost găsiți ca având afiliere religioasă au fost epurați. Membrii de partid despre care s-a constatat că nu s-au detașat suficient de afilieri religioase (de exemplu, dacă au continuat să fie prieteni cu preotul local) au fost excluși din partid și epurați.
În 1929, presa sovietică a afirmat că în comunitatea baptistă a fost descoperită o organizație de spionaj în slujba serviciilor secrete poloneze. Organizația era condusă chipurile de liderul baptist Șevciuk și angaja o sută de agenți secreți, care colectau secrete militare sovietice. Totuși, aceste afirmații erau îndoielnice, iar acuzația a urmat unei decizii a bisericii baptiste de a permite membrilor săi să servească în forțele armate, ceea ce a privat propaganda sovietică de posibilitatea de a face acuzații, așa cum făcuse anterior, că baptiștii erau pacifiști iresponsabili care se bucurau în mod parazitar de securitatea oferită de concetățenii lor, care își vărsau sângele pentru apărarea patriei. Alte acuzații de acest fel au fost formulate împotriva Bisericii Ortodoxe Autocefale Ucrainene, a studenților de la Institutul Teologic din Leningrad și a unui număr de ingineri și oameni de știință de top, care au fost acuzați de spionaj în favoarea unor puteri străine și a Vaticanului, sau de subversiune. Aceste acuzații au dus la procese, judecări și execuții a numeroase persoane. Biserica Ortodoxă Autocefală Ucraineană a fost practic închisă în 1930 prin aceste acțiuni, iar de-a lungul deceniului următor, majoritatea episcopilor săi, precum și mulți dintre credincioșii săi, au fost uciși.
Mai mulți demnitari protestanți și catolici au fost „demascați” ca spioni străini în 1929–1930. Acuzațiile de spionaj au fost folosite în mod obișnuit împotriva credincioșilor pentru a-i aresta.
Au existat chiar acuzații conform cărora clerul ar fi cooperat cu troțkiștii și cu zinovieviștii împotriva statului, deși Lev Troțki a fost un energic lider comunist și militant ateu. În mod asemănător, Buharin a fost acuzat că a promovat atacuri extreme împotriva credincioșilor pentru a întări convingerile religioase ale credincioșilor și a-i demoraliza pe atei.
Icoanele bisericilor și monumentele de arhitectură religioasă au fost distruse. Comisariatul Poporului pentru Educație a redus lista bisericilor protejate de la 7.000 la 1.000, lăsând astfel 6.000 de biserici pradă distrugerilor. Au avut loc arderi publice a mii de icoane. Patrimoniul cultural religios construit al țării a fost în mare parte distrus.
O acalmie în persecuția activă a avut loc în 1930–1933 după articolul lui Stalin din 1930 „Amețit de succes”. Cu toate acestea, campania de persecuții antireligioase a crescut în intensitate după aceea.

### Campania împotriva mănăstirilor
În 1928, Biroul Politic a adoptat un plan de eliminare a monahismului din țară, iar în următorii câțiva ani toate mănăstirile au fost închise în mod oficial. Închiderea mănăstirilor a fost însoțită de campanii de presă care le descriau ca fiind instituții parazite și imorale. Călugărițele au fost acuzate în special de imoralitate sexuală. Mulți dintre călugării și călugărițele evacuate din mănăstiri au format comunități clandestine semilegale în întreaga țară. Înainte și până în acest moment, au existat și mulți credincioși care au făcut în secret jurăminte monahale și s-au alăturat comunităților monahale secrete care existau în orașele sovietice. Începând cu data de 18 februarie 1932, statul a desfășurat o campanie care a dus la anihilarea aproape completă a întregii activități monahale din țară. În acea noapte, toți cei 316 călugării și călugărițele din Leningrad au fost arestați, iar închisorile locale au fost umplute până la limită în perioada următoare odată cu arestarea călugărilor și călugărițelor din Regiunea Leningrad. În Ucraina, este posibil să se maifi păstrat puțin monahism semi-fățiș până spre sfârșitul deceniului anilor 1930.
Comisia de cultură din cadrul NKVD-ului, înființată în 1931, a fost folosită ca principal instrument de supraveghere legală și de represiune în forță a comunităților religioase în următorul deceniu. A existat o altă pauză după campania din 1932, care s-a încheiat când campania s-a reintensificat în 1934.
În 1934, persecuția sectei renovaționiste a început să atingă proporțiile persecuției împotriva vechii biserici ortodoxe. Acest lucru a fost declanșat de interesul tot mai mare al tinerilor sovietici pentru biserica renovaționistă.
Comunitățile germane luterane au început să se confrunte după 1929 cu același nivel de persecuție și represiune antireligioasă ca și alte comunități religioase.
În Moscova, peste 400 de biserici și mănăstiri au fost dinamitate, inclusiv faimoasa Catedrală Hristos Mântuitorul.
În 1938, un înalt demnitar sovietic a acuzat Biserica și clerul că au interpretat greșit articolul 146 din noua Constituție sovietică, care permitea organizațiilor sociale și publice să propună candidați pentru alegerile în sovietele locale, crezând că acest lucru însemna că Biserica poate propune candidați. Procurorul suprem Andrei Vîșinski a susținut că singurele organizații publice care aveau voie să facă acest lucru erau cele „al căror scop este participarea activă la construcția socialistă și la apărarea națională”. Biserica nu se încadra în niciuna dintre aceste categorii pentru că era considerată antisocialistă și pentru că creștinismul propovăduia „întoarcerea celuilalt obraz” și iubirea pentru dușmani, ceea ce însemna că, prin urmare, creștinii nu puteau fi buni soldați și apărători ai patriei.
Un mare număr de clerici ortodocși au fost lichidați în Gorki în 1938 pentru presupusa apartenență la o rețea de agenți subversivi condusă de Feofan Tuliakov, mitropolitul de Gorki, episcopul Purlevski de Sergaci, episcopul Korobov de Vetluga și alții. Rețeaua ar fi încercat să submineze fermele colective și fabricile, să distrugă mijloacele de transport, să colecteze informații secrete pentru spionaj și să creeze bande teroriste. Ei au fost puși sub acuzare pentru că ar fi incendiat douăsprezece case ale unor colhoznici și că ar fi cooperat cu militanți atei troțkiști și cu buhariniștii împotriva statului sovietic. Această mascaradă judiciară a servit la acoperirea execuțiilor în masă ale clerului.
La sfârșitul anilor 1930, era periculos să fii asociat cu o credință religioasă. Chiar și o scurtă vizită la un lăcaș de cult putea însemna pierderea locului de muncă și daune ireparabile în carieră, exmatricularea din instituțiile de învățământ și chiar arestarea. Persoanele care purtau cruci pe sub haine puteau fi supuse persecuțiilor. Oamenii puteau fi arestați pentru faptul că aveau o icoană în casă (practica ortodoxă a sărutării icoanelor a fost învinuită pentru o epidemie de sifilis), sau pentru invitarea unui preot să oficieze un ritual sau o slujbă religioasă la domiciliu, în condițiile în care bisericile locale erau închise. Preoții prinși îndeplinind astfel de ritualuri erau adesea închiși și dispăreau pentru totdeauna. Numeroși credincioși au fost efectiv întemnițați sau executați pentru nimic altceva decât pentru mărturisirea deschisă a credinței lor, mai ales dacă erau carismatici sau cu autoritate spirituală, pentru că astfel subminau propaganda antireligioasă.
Numărul exact al victimelor este greu de calculat din cauza naturii campaniei și este posibil să nu fie niciodată cunoscute cu certitudine. În timpul Marii Epurări din 1937 și 1938, documentele bisericești consemnează că 168.300 de clerici ortodocși ruși au fost arestați. Dintre aceștia, peste 100.000 au fost împușcați. Estimări mai mici susțin că cel puțin 25.000–30.000 de clerici au fost uciși în anii 1930 și 1940. Incluzând atât călugării și călugărițele, cât și clerul, istoricul Nathaniel Davis estimează că 80.000 de persoane au fost ucise până la sfârșitul anilor 1930. Alexandr Iakovlev, șeful Comisiei pentru reabilitarea victimelor represiunilor politice (în guvernul rus modern) a declarat că numărul călugărilor, călugărițelor și preoților uciși în timpul epurărilor este de peste 200.000 de persoane. Aproximativ 600 de episcopi, atât ortodocși cât și renovaționiști, au fost uciși. Numărul laicilor uciși depășește probabil cu mult numărul clericilor. Multe mii de victime ale persecuției au ajuns să fie recunoscute într-un canon special de sfinți cunoscut sub numele de „noii mucenici și mărturisitori ai Rusiei”.
La sfârșitul anilor 1930, când războiul se pregătea în Europa, propaganda antireligioasă susținea că creștinii practicanți nu pot fi buni soldați, deoarece creștinismul era împotriva războiului, predica iubirea față de dușmani, întoarcerea celuilalt obraz etc. Această propagandă se afla în contradicție cu propaganda antireligioasă din anii 1920, care acuza biserica că a predicat un patriotism fără rezerve în Primul Război Mondial. Într-o mai mică măsură, aceasta se deosebea și de criticile aduse creștinilor care au luptat pentru Rusia în Primul Război Mondial, dar care nu au vrut să se înroleze pentru URSS.
În ceea ce privește persecutarea clerului, profesorul Michael Ellman a declarat că „...teroarea din 1937–1938 împotriva clerului Bisericii Ortodoxe Ruse și a altor religii (Binner & Junge 2004) ar putea fi calificată și ca genocid”.

## Atrocități și victime notabile
Ca urmare a caracterului secret al campaniei, nu există informații detaliate și sistematice despre toate activitățile desfășurate de stat, astfel încât informațiile cunoscute despre victimele și acțiunile acestei campanii sunt limitate. Cu toate acestea, au existat o serie de incidente notabile care au fost înregistrate în mare parte de biserică. Preotul Arkadi Ostalski a fost acuzat în 1922 de incitare a maselor împotriva statului. La procesul său, toți martorii au respins acuzația, iar acuzarea a susținut apoi că acest număr de martori era o dovadă că era foarte popular și că, deoarece predica religia, care era dăunătoare statului sovietic, trebuia condamnat. A fost condamnat la moarte, dar aceasta a fost comutată în zece ani de muncă silnică. După ce s-a a fost eliberat înainte de termen, a fost consacrat episcop, dar apoi a fost arestat și exilat în 1931 în lagărul de prizonieri Solovki. A fost eliberat din nou în 1934 și apoi s-a ascuns, dar a fost prins și trimis într-un alt lagăr de muncă. A fost eliberat cu puțin timp înainte de izbucnirea războiului și administratorul lagărului i-a spus că ar putea fi în siguranță și că ar avea un loc de muncă sigur dacă ar fi de acord să rămână în zona lagărelor și să renunțe la preoție. A refuzat, iar apoi a fost arestat din nou și a dispărut.
Episcopul Alexandru (Petrovski) a fost întronizat în 1932 și numit la Harkov de către Serghie. În 1939 a fost arestat fără nicio acuzație și a murit în scurt timp în închisoare (nu se știe dacă a fost o moarte naturală sau nu). Ulterior, autoritățile au decis să închidă ultima biserică funcțională din Harkov. Acest lucru a fost realizat în timpul Postului Mare din 1941, când bisericii i s-a ordonat să plătească o taxă de 125.000 de ruble (salariul mediu anual la acea vreme era de 4.000 de ruble). Banii au fost colectați și trimiși, dar biserica a fost totuși închisă înainte de Paște. De Paște, o mulțime de 8.000 de oameni ar fi participat la o slujbă desfășurată în piața din fața bisericii în jurul unor preoți îmbrăcați în haine civile și care au cântat imnul „Slavă patimilor Tale, Doamne!”. Același lucru s-a repetat și la slujba din Duminica Paștelui, cu o mulțime și mai mare.
Mitropolitul Konstantin (Diakov) al Kievului a fost arestat în 1937 și împușcat în închisoare fără proces douăsprezece zile mai târziu.
Mitropolitul Pimen (Pegov) al Harkovului era detestat de comuniști pentru succesul său în lupta împotriva renovaționiștilor locali. A fost arestat pe baza unor acuzații inventate de contacte cu diplomați străini și a murit în închisoare în 1933.
Episcopul Maxim (Ruberovski) s-a întors din închisoare în 1935 în orașul Jîtomîr, unde până în 1937 au fost trimiși aproape toți preoții din Volînia sovietică (în total aproximativ 200). În august, toți aceștia, precum și episcopul, au fost arestați. Ulterior, în iarna anului 1937, au fost împușcați fără proces. Mai târziu, presa sovietică i-a acuzat de acte subversive.
Arhiepiscopul Antoni al Arhanghelskului a fost arestat în 1932. Autoritățile au încercat să îl forțeze să „mărturisească” activitățile sale împotriva statului sovietic, dar acesta a refuzat. El a scris într-un chestionar care i-a fost dat că „s-a rugat zilnic ca Dumnezeu să ierte guvernul sovietic pentru păcatele sale și să nu mai verse sânge”. În închisoare a fost torturat, fiind obligat să mănânce alimente sărate fără să aibă suficientă apă de băut și prin restricționarea oxigenului în celula sa murdară, înghesuită și fără ventilație. În cele din urmă, a contractat dizenterie și a murit.
Mitropolitul Serafim (Meșceriakov) al Bielorusiei a fost un lider activ al mișcării renovaționiste mai înainte de a se întoarce plin de căință la biserica ortodoxă, câștigându-și astfel dușmănia statului sovietic. La scurt timp după întoarcerea sa, a fost arestat în 1924 și exilat la Solovki. A fost apoi arestat din nou și împușcat fără proces în Rostov pe Don, împreună cu alți 122 de clerici și călugări, în 1932.
Mitropolitul Nikolai Amasiiski al Rostovului pe Don a fost exilat fără proces în Kazahstan, unde el și alți clerici exilați au construit colibe din lut și iarbă. În 1934 i s-a permis să se întoarcă la Rostov și să își reia postul. A fost arestat din nou în 1938 și condamnat la moarte prin împușcare. După ce a fost împușcat, a fost aruncat într-o groapă comună deschisă, dar când credincioșii au venit a doua zi, au constatat că era încă în viață, l-au luat și au avut grijă de el în secret. A slujit ca mitropolit al Rostovului în timpul ocupației germane și a fost evacuat în România când germanii s-au retras. Soarta sa ulterioară este necunoscută.
Episcopul Onufrie (Gagliuk) al Elisavetgradului a fost arestat în 1924, fără motiv. El s-a întors la postul său în decurs de un an. În 1927 a fost arestat din nou și exilat la Krasnoiarsk în Siberia. S-a întors și a ocupat încă două scaune episcopale, dar a fost arestat din nou la mijlocul anilor 1930 și deportat dincolo de Urali, unde se zvonește că a fost împușcat în 1938.
Episcopul Illarion (Belski) a fost exilat la Solovki din 1929 până în 1935, ca represalii pentru rezistența sa față de Serghie. A fost arestat din nou în 1938, pentru că a continuat să refuze să-l recunoască pe Serghie și a fost împușcat.
Episcopul Varfolomei (Remov) a fost acuzat, prin informațiile furnizate de unul dintre propriii săi elevi (viitorul episcop Alexei —nu patriarhul Alexei), că ar fi condus o academie teologică secretă, agitație antisovietică și spionaj în favoarea Vaticanului și a fost împușcat în 1936.
Episcopul Maxim (Jijilenko) a lucrat ca medic-chirurg al închisorii de tranzit timp de douăzeci și cinci de ani înainte de a fi consacrat ca episcop în 1928. Activitatea sa medicală și umanitară devenise faimoasă, iar el obișnuia să mănânce aceeași mâncare cu cei din închisoare, să doarmă pe scânduri goale și să-și dea salariul deținuților pe care îi îngrijea. A fost hirotonit preot în secret după revoluție și se pare că i-a convertit la creștinism pe mulți dintre cei întemnițați. El a rupt relațiile cu Serghie după 1927 și a fost arestat în 1929. Regimul era supărat pe el pentru că era un doctor popular și remarcabil, care „părăsise” viața de mirean pentru Biserică, fusese un episcop carismatic și alesese să se alăture celei mai militante facțiuni anti-Serghie (M. Joseph). A fost descris ca un „mărturisitor cu o minte apocaliptică”. A atras multe parohii ale facțiunii lui Serghie și a introdus și o rugăciune care avea să fie folosită în multe biserici și care îl chema pe Iisus să își țină cuvântul că porțile iadului nu vor birui biserica și să „dăruiască celor de la putere înțelepciune și frică de Dumnezeu, astfel încât inimile lor să devină milostive și pașnice față de Biserică”. A fost executat în 1931.
Părintele Roman Medved i-a rămas loial lui Serghie. A fost arestat în 1931 din cauza personalității sale magnetice și a actelor de caritate care atrăgeau oamenii spre religie. El înființase o frăție bisericească neoficială în anii 1920, care a continuat mult timp după moartea sa. A fost eliberat din lagărul de muncă în 1936 din cauza sănătății precare și a murit în decurs de un an.
Părintele Pavel Florenski a fost unul dintre cei mai mari teologi ai Bisericii Ortodoxe din secolul al XX-lea. În același timp, el a fost și profesor de inginerie electrică la Institutul Pedagogic din Moscova, unul dintre consilierii de top din cadrul Oficiului Central Sovietic pentru Electrificarea URSS, muzicolog și istoric al artei. În aceste domenii a ocupat funcții oficiale, a ținut prelegeri și a publicat pe larg, în timp ce a continuat să slujească drept preot. În acest timp, nu și a dezbrăcat sutana și nu și-a scos crucea de la gât cu nicio ocazie. Această situație a făcut ca el să fie arestat de mai multe ori începând cu 1925. A fost loial lui Serghie. Ultima arestare a avut loc în 1933 și a fost trimis într-un lagăr de muncă din nordul îndepărtat. În lagăr i s-a dat un laborator și a fost desemnat să facă cercetări pentru forțele armate sovietice în timpul războiului. A murit în GULAG în 1943.
Valentin Svențițki a fost un jurnalist, un autor religios și un gânditor de orientare creștin-socialistă înainte de 1917. Unele dintre scrierile sale i-au adus necazuri din partea poliției țariste și a fost obligat să trăiască în străinătate timp de mai mulți ani. S-a întors după revoluția din 1917 și a cerut să fie hirotonit în Biserica Ortodoxă, devenind apărător al ei împotriva renovaționiștilor. Din această cauză a fost arestat și exilat în 1922. După reîntoarcerea sa, a devenit un preot foarte influent în Moscova și a format frății parohiale pentru renașterea morală. În 1927 s-a despărțit de Serghie, iar în 1928 a fost exilat în Siberia, unde a murit în 1931. Înainte de a muri, s-a pocăit pentru despărțirea de Serghie și a cerut să fie reacceptat în Biserica Ortodoxă, susținând că schisma este cel mai mare dintre toate păcatele și că te desparte de adevărata Biserică. De asemenea, a scris un apel pasionat către enoriașii săi din Moscova să se întoarcă la Serghie și le-a cerut să îl ierte pentru că i-a condus în direcția greșită.
Alexandru Jurakovski din Kiev a fost un preot foarte influent, care se bucura de dragoste, respect și devotament din partea credincioșilor, precum și cu o carismă și o bună conducere pastorală. El s-a alăturat opoziției lui Serghie după moartea episcopului său diecezan. Părintele Jurakovski a fost arestat în 1930 și trimis la zece ani de muncă silnică. Suferea de tuberculoză și a fost aproape de moarte în 1939, când a fost condamnat la alți zece ani de muncă silnică, fără să vadă libertatea nici măcar o zi. A murit la scurt timp după aceea într-un lagăr îndepărtat din nordul țării.
Serghie Meciev din Moscova, un alt preot foarte influent, cu carismă și devotament, l-a recunoscut pe Serghie, dar a refuzat să facă rugăciuni publice pentru guvernul sovietic. Împreună cu tatăl său (de asemenea preot) a fost un inițiator important al frățiilor bisericești semi-monahale din Moscova. A fost arestat pentru prima dată în 1922, iar în 1929 a fost exilat administrativ timp de trei ani, dar a fost eliberat în 1933. În 1934 a fost condamnat la cincisprezece ani de închisoare într-un lagăr de muncă din RSS Ucraineană. Când germanii au invadat în 1941, atât el, cât și toți prizonierii cu pedepse mai mari de zece ani au fost împușcați de sovieticii care se retrăgeau.
Episcopul Manuil (Lemeșevski) al Leningradului a înfuriat guvernul prin rezistența sa reușită față de renovaționiști încă de la întemnițarea patriarhului în 1922, când puțini îndrăzneau să-și declare public loialitatea față de el. Aproape toate parohiile din Leningrad fuseseră deținute inițial de renovaționiști, iar el a fost responsabil pentru aducerea lor la dreapta credință. A fost arestat în 1923 și, după ce a petrecut aproape un an în închisoare, a fost trimis într-un exil intern de trei ani. S-a întors în 1927, dar nu i s-a permis să locuiască în Leningrad. A fost numit episcop de Serpuhov. I-a fost loial lui Serghie în timpul schismei din 1927, dar a considerat că noua linie politică a bisericii era prea provocatoare și s-a retras în 1929. Este posibil ca el să fi considerat insuportabil din punct de vedere moral să se afle în același oraș cu episcopul Maxim (menționat mai sus) în tabăra adversă, mai ales după ce Maxim a fost arestat. A fost trimis într-un exil administrativ de trei ani în Siberia în 1933. După întoarcerea sa, a fost arestat din nou în 1940 și acuzat de propagandă religioasă în rândul tinerilor, fiind condamnat la zece ani de muncă silnică. A fost eliberat în 1945 și a fost numit arhiepiscop de Orenburg, unde a obținut un mare succes în revigorarea vieții religioase și, ca urmare, a fost arestat din nou în 1948. A fost eliberat în 1955 și a slujit ca arhiepiscop de Ceboksarî și mitropolit de Kuibîșev. A murit de moarte naturală în 1968, la vârsta de 83 de ani. A lăsat în urma sa un volum considerabil de lucrări științifice, inclusiv o lucrare în mai multe volume cu numele și faptele episcopilor ruși din secolul XX. Cazul său a fost important pentru că a supraviețuit perioadei de prigoană și numeroaselor sale arestări, spre deosebire de mulți dintre colegii săi.
Tânărul episcop Luka Voino-Iasenețki a fost fondatorul Universității din Tașkent și primul profesor de medicină al acesteia, chirurg șef la universitate și un strălucit predicator. A rămas loial patriarhului și a fost încarcerat pentru prima dată la Tașkent în 1923 din cauza influenței renovaționiștilor care considerau că nu pot concura cu el. A fost acuzat oficial de legături de trădare cu agenți străini din Caucaz și Asia Centrală și a fost exilat în îndepărtatul oraș nord-siberian Eniseisk⁠(d) timp de trei ani. După ce s-a întors, a fost arestat din nou în 1927 și exilat la Arhangelsk fără proces pentru încă trei ani. A fost arestat din nou în 1937 și a suferit cea mai gravă detenție în anii următori, când a fost torturat timp de doi ani (inclusiv bătăi, interogatorii care au durat săptămâni întregi și privare de hrană) în încercările nereușite ale NKVD de a-l face să semneze mărturisiri. Când acest lucru a eșuat, a fost deportat în nordul Siberiei. În 1941, după izbucnirea războiului, experiența sa unică în tratarea rănilor infectate a determinat statul să îl aducă la Krasnoiarsk și să îl numească chirurg-șef la principalul spital militar. În cadrul unei ceremonii desfășurate în decembrie 1945, a fost decorat cu o medalie pentru serviciile aduse medicinei de război. În timpul ceremoniei, a criticat regimul pentru că l-a închis atâția ani și l-a împiedicat să își exercite talentele pentru a salva mai mulți oameni. A devenit arhiepiscop de Tambov după război. A primit Premiul Stalin în 1946 pentru ediția nouă și adăugita a cărții sale despre rănile infectate. A donat banii premiului orfanilor de război. Cazul său a fost important și pentru că a supraviețuit tuturor greutăților.
Afanasie (Saharov) a fost episcop-vicar al Arhiepiscopiei Vladimirului. A fost numit episcop în 1921, iar din 1921 până în 1954 petrecut mai mult de doi ani și jumătate în total îndeplinind funcții episcopale. A fost arestat în 1922 în legătură cu campania privind valorile bisericești și condamnat la un an de închisoare. A fost arestat de încă cinci ori în următorii cinci ani, fiind condamnat la scurte perioade de închisoare, exil și muncă silnică. I s-a spus că va fi lăsat în pace dacă pur și simplu se va retrage sau va părăsi dieceza, dar a refuzat să facă acest lucru. S-a opus declarației de loialitate din 1927 și a fost condamnat la trei ani de muncă silnică în lagărul de muncă de la Solovki. A mai suferit încă șapte încarcerări și exiluri între 1930 și 1946, majoritatea fără acuzații oficiale. După ultima sa arestare a fost condamnat la muncă manuală foarte grea. A fost unul dintre cei mai respectați lideri ai bisericii clandestine până la începutul anilor 1940, dar s-a întors la biserica patriarhală odată cu alegerea lui Alexei în 1945, când i-a îndemnat și pe ceilalți din biserica clandestină să-i urmeze exemplul și să se întoarcă. Cu toate acestea, nu a fost eliberat decât în 1954. După ce a fost eliberat, el a susținut că supraviețuirea sa se datorează memoriei credincioșilor care i-au trimis pachete din dragoste. A murit în 1962; cazul său a fost remarcat și datorită faptului că a supraviețuit prigoanei.
În apropiere de Kazan a existat o mănăstire foarte venerată, care a fost închisă la sfârșitul anilor 1920, iar călugărițele au fost nevoite să se stabilească în zona din apropiere ca simpli cetățeni. Comunitatea se despărțise de Serghie. Autoritățile au permis ca principala catedrală locală să se deschidă o dată pe an, pe 14 februarie, când foștii călugări, călugărițe și laici veneau la ea și țineau slujbe. La 14 februarie 1933, în timpul slujbei, un detașament uriaș înarmat al NKVD a înconjurat biserica și i-a arestat pe toți cei care au ieșit din ea. Două luni mai târziu, zece dintre cei arestați au fost executați, iar majoritatea celorlalți au fost trimiși în lagăre de concentrare pentru o perioadă cuprinsă între cinci și zece ani. Au fost acuzați de participare la o slujbă religioasă neînregistrată.
În vara anului 1933, un grup de geologi care se afla în taigaua siberiană a și-a așezat tabăra în apropierea unui lagăr de concentrare. În timp ce se aflau acolo, au fost martorii unui grup de prizonieri care erau conduși de gardienii lagărului către un șanț proaspăt săpat. Când gardienii i-au văzut pe geologi, au explicat că deținuții erau preoți și, prin urmare, se opuneau guvernului sovietic, iar geologii au fost rugați să plece. Geologii au mers la corturile din apropiere și de acolo au văzut că victimelor li s-a spus că, dacă vor nega existența lui Dumnezeu, li se va permite să trăiască. Fiecare preot, unul după altul, a răspuns „Dumnezeu există!” și a fost împușcat individual. Au fost executați 60 de preoți.
Părintele Antonie Elsner-Foiranski-Gogol a fost un preot din Smolensk, care a fost arestat în 1922 și exilat timp de trei ani. În 1935, biserica sa a fost închisă, iar el s-a mutat într-un sat din apropiere. În 1937, au mai rămas doar două biserici în Smolensk, iar una dintre ele nu mai avea preot, așa că enoriașii l-au rugat pe părintele Antonie să devină parohul lor. El a fost de acord, dar când câteva mii de oameni au cerut să înceapă din nou slujbele cu părintele Antonie ca preot, NKVD-ul local a refuzat și l-a avertizat pe părintele Antonie că va suferi consecințe. Petițiile au ajuns la guvernul de la Moscova și au primit un răspuns pozitiv. Prin urmare, biserica a fost programată să înceapă slujbele cu noul lor preot la 21 iulie 1937, dar în noaptea dinaintea acestei date, părintele Antonii a fost arestat. Antonie a fost împușcat la 1 august. 
La începutul anului 1934, trei preoți și doi laici au fost scoși din lagărul de regim special Kolîma și duși la administrația locală a OGPU. Li s-a cerut să renunțe la credința lor în Iisus și au fost avertizați că, dacă nu vor face acest lucru, vor fi uciși. Ei și-au reafirmat apoi credința și, fără nicio acuzație oficială, au fost duși la un mormânt proaspăt săpat și patru dintre ei au fost împușcați, în timp ce unul a fost cruțat și obligat să-i îngroape pe ceilalți.
La sfârșitul anilor 1930, în Harkov era deschisă doar o singură biserică. Autoritățile au refuzat să permită înregistrarea oficială preoților pentru a sluji în ea. Părintele Gavriil era preot în Harkov, iar în ziua de Paște 1936, s-a simțit obligat să meargă la biserică și să slujească în Noaptea Înviierii. A dispărut după aceasta și nimeni nu l-a mai văzut vreodată.
În orașul Poltava, toți clericii rămași încă în libertate au fost arestați în noaptea de 26-27 februarie 1938. Rudele lor au fost anunțate că toți erau condamnați la zece ani muncă grea fără drept de corespondență, ceea ce era un eufemism pentru pedeapsa cu moartea.
Sampson Sievers⁠(d) se convertise de la anglicanism la ortodoxie la vârsta de 14 ani.  Studiat medicina și teologia, iar în 1918 s-a alăturat unei comunități monahale de lângă Petrograd. În același an, a fost arestat și dus la o execuție în masă, unde a supraviețuit fiind doar rănit și acoperit de cadavrele celorlalți condamnați. A fost salvat din mormanul de cadavre de colegii călugări. Ulterior a devenit preot. În 1929 a fost arestat din nou și eliberat în 1934. A fost arestat din nou în 1936 și condamnat la zece ani de închisoare. A servit acești ani ca medic de închisoare în Asia Centrală, motiv pentru care autoritățile nu au dorit să-l elibereze atunci când mandatul său s-a încheiat în 1946 datorită nevoii de medici din sistemul penitenciar sovietic. A evadat și a rătăcit prin deșert, reușind să evite arestarea. A continuat să facă muncă pastorală fără acte legale. A murit în 1979 și a fost amintit ca un sfânt de către cei care l-au cunoscut.
Episcopul Ștefan (Nikitin) era doctor în medicină, ceea ce l-a ajutat să supraviețuiască în lagărele de concentrare lucrând ca medic de lagăr. Adesea, el a permis ca prizonierilor epuizați și subnutriți să rămână în spital pentru recuperare. Autoritățile lagărului au aflat de acest lucru și l-au avertizat că îl așteaptă probabil un nou proces, care ar putea aduce o sentință maximă de 15 ani pentru distrugerea efortului industrial sovietic prin luarea muncitorilor de la locurile lor de muncă. Episcopul a fost informat de o infirmieră despre o femeie pe nume Matrionușka din orașul Penza pe care ar trebui să o roage să se roage pentru el, și i s-a spus că Matrionușka nu avea nevoie de o scrisoare, deoarece ea îl putea auzi dacă îi cerea ajutorul. El a strigat după ajutorul ei, iar procesul cu care era amenințat nu a mai avut loc și a fost eliberat câteva săptămâni mai târziu. S-a mutat la Penza pentru a o găsi pe Matrionușka. Când a întâlnit-o, se presupune că aceasta știa detalii intime despre el și că el îi ceruse ajutorul, iar ea i-a spus că s-a rugat la Domnul pentru el. Până la urmă, Matrionușka a fost arestată și transportată într-o închisoare din Moscova, unde a murit.
Un episcop din Reazan a fost arestat împreună cu un preot și un diacon în 1935 pentru că ar fi furat 130 kg de argint
Episcopul Dometian (Gorohov) a fost judecat în 1932 pentru activitate pe piața neagră și pentru că a scris broșuri antibolșevice în 1928. A fost condamnat la moarte, dar pedeapsa a fost comutată în opt ani de închisoare. Este posibil ca în 1937 să fi fost executat după ce a fost acuzat că a organizat tineri pentru spionaj și terorism.
În Ivanovo au avut loc proteste energice împotriva închiderii bisericilor în 1929-1930. Un episcop din Ivanovo a fost acuzat că ar fi condus o rețea de spionaj militar compusă din fete tinere care formau corul bisericii sale. Acest lucru se întâmpla în ciuda faptului că Ivanovo nu avea nicio valoare militară și era un oraș producător de textile. Este posibil ca scopul acuzațiilor evident false să fi fost acela de a transmite mesajul de a nu se asocia cu clerul sau de a nu se alătura corurilor bisericești dacă se dorea evitarea arestării și execuției.
Renovaționistul M. Serafim (Rujențov) a fost acuzat că a condus o rețea subversivă de spionaj formată din călugări și preoți, care foloseau altarele pentru orgii și violau adolescente pe care le infectau cu boli venerice. Mitropolitul Evloghie al Parisului ar fi condus o bandă de teroriști din Leningrad, condusă de un preot vicar. Arhiepiscopul de Kazan, Benedict (Plotnikov), a fost executat în 1938, pentru că ar fi condus un grup de teroriști și spioni bisericești.

## Reacțiile critice din străinătate
În țările occidentale au avut loc multe proteste împotriva persecuțiilor sălbatice din URSS, iar în Marea Britanie, la Roma și în alte locuri au avut loc rugăciuni publice în masă în numele bisericilor persecutate. Aceste activități au contribuit în mare măsură la oprirea temporară a persecuțiilor în primii ani ai deceniului al patrulea și la decizia de a desfășura campania de teroare antireligioasă pe ascuns. Stalin nu-și putea permite înstrăinarea totală a Occidentului, deoarece avea încă nevoie de creditele și utilajele acestuia pentru industrializare.

## Dezbaterile dintre „drepata” și „stânga” antireligioasă
Dezbaterea continuă dintre „dreapta” și „stânga” cu privire la modul cel mai bun de a combate religia și-a găsit o rezolvare în 1930. Revista Sub stindardul marxismului, editată de Abram Deborin⁠(d), a proclamat victoria taberei de stânga a dezbaterii în 1929, dar un an mai târziu revista a fost retrasă de la publicare până în februarie 1931, când a apărut un editorial care condamna atât gândirea de dreapta, cât și grupul Deborin. Revista a fost criticată pentru că nu a reușit să devină „organul ateismului militant”, așa cum ordonase Lenin, fiind prea filozofică și abstractă în argumentație, precum și detașată de adevărata luptă antireligioasă. Această acțiune a făcut parte din epurările din anii 1930, precum și din eforturile lui Stalin de a-și supune toate instituțiile marxiste. Liderii marxiști care ar fi adoptat una sau alta poziție în această problemă s-ar fi trezit atacați de un Stalin paranoic, care nu tolera ca alți activiști să se pronunțe ca autorități în materie de politici publice.
Troțki, Buharin și alți „trădători” au fost condamnați, printre altele, și pentru ideile lor privind lupta antireligioasă.

## Scădere a entuziasmului pentru campania antireligioasă
Eșecul războiului de propagandă a fost evidențiat de faptul că regimul s-a bazat din ce în ce mai mult pe tactici de teroare în campania antireligioasă din deceniul al patrulea. Cu toate acestea, până la sfârșitul deceniului, este posibil ca pentru liderii campaniei antireligioase să fi devenit evident faptul că experiența celor două decenii anterioare a demonstrat că religia era un fenomen mult mai adânc înrădăcinat decât se credea inițial.
Muzeele antireligioase au început să fie închise la sfârșitul anilor 1930, iar catedrele de „ateism științific” au fost desființate în universități. Numărul celor care participau la prelegeri ateiste a scăzut la mai puțin de 50 de persoane pe prelegere până în 1940. Tirajul revistelor antireligioase a fost într-o continuă în scădere, la fel ca și numărul de membri ai Uniunii Ateilor Militanți. Există diferite motive care ar fi putut cauza acest lucru, inclusiv o anumită înstrăinare morală a oamenilor față de brutalitatea campaniei, precum și faptul că teroarea centralizată nu avea prea multă toleranță față de organizațiile autonome și chiar și cei care lucrau în scopuri antireligioase se puteau trezi criticați în campanie, sau supuși epurării pentru că se abăteau de la linia stabilită. Se poate presupune ca și Stalin să se fi răzgândit. Este posibil să-și fi pierdut răbdarea față de o campanie care progresa prea încet, sau a crezut poate că și-a atins obiectivele odată ce religia organizată a încetat să mai existe în mod public în întreaga țară. De asemenea, în condițiile în care că norii de război se apropiau, a considerat poate că avea nevoie de o țară mai unită. Este posibil ca liderii comuniști să fi ajuns, de asemenea, la concluzia că, având în vedere puterea de rezistență a religiei, va fi nevoie de o muncă de convingere pe termen lung, profundă, insistentă și răbdătoare.
În 1937, Grekulov, un istoric sovietic, a publicat un articol într-un ziar oficial în care lăuda convertirea Rusiei la creștinism în secolul al X-lea ca mijloc de pătrundere a culturii și învățăturii în țară. Acest lucru era în contrast cu anii anteriori, când Uniunea Ateilor Militanți atacase profesorii de școală care susțineau că biserica a adus beneficii Rusiei în acest fel. Ceea ce a scris Grekulov avea să devină poziția oficială sovietică până la căderea comunismului.
Chiar și așa, persecuția a continuat din plin, iar clerul a fost atacat ca spion străin la sfârșitul anilor 1930. Au avut loc procese ale clerului și credincioșilor, care au fost acuzați că erau „bande teroriste subversive”, demascate de organele statului.
Totuși, tonul s-a schimbat la sfârșitul deceniului al patrulea, mai ales după anexarea noilor teritorii din estul Poloniei în 1939, când liderii partidului, precum Olesciuk, au început să afirme că doar o minoritate neînsemnată de credincioși religioși erau dușmani de clasă ai statului. Instituțiile bisericești din Polonia răsăriteană au fost desființate sau preluate de stat. Activitatea antireligioasă din noile teritorii a fost chiar criticată pentru că era prea zeloasă, iar Olesciuk a sugerat să nu se înființeze noi celule ale Uniunii Ateilor Militanți în aceste regiuni. Când naziștii au invadat URSS în 1941, poliția secretă a arestat mulți preoți catolici ucraineni care au fost fie uciși, fie trimiși în exil intern.
Rapoartele oficiale sovietice au arătat că până la o treime din populația urbană și două treimi din cea rurală încă mai aveau credințe religioase în 1937 (o scădere de la 80% din populația țării, care era religioasă la sfârșitul anilor 1920).). În total, aceasta reprezenta 50% din populația țării. Cu toate acestea, religia a fost lovită foarte puternic. Numărul bisericilor a fost redus de la 50.000 în 1917 la doar câteva sute (în Belarus nu exista nici măcar o singură biserică deschisă) Dintre cei 300 de episcopi în post în 1917 (și 163 în 1929) au rămas la sfârșitul deceniului al patrulea doar patru (mitropolitul Serghie Stragorodski – capul bisericii – , mitropolitul Alexei Simanski al Leningradului, episcopul Nikolai Iarușevici și mitropolitul Serghie Voskresenski),. Dintre cei 45.000 de preoți au mai rămas în funcție doar 2.000-3.000, nu a mai rămas nici măcar o mănăstire deschisă, și singurul lucru pe care îl mai puteau face entuziaștii ateismului era să îi spioneze pe credincioșii individuali și să îi denunțe la poliția secretă.
În 1917 existau 600 de comunități religioase la Moscova, iar în 1939 mai existau doar 20-21 dintre acestea. În Leningrad, unde existau 401 biserici ortodoxe în 1918, mai rămăseseră doar cinci în funcțiune. În Belgorod și regiunea înconjurătoare, unde erau 47 de biserici și 3 mănăstiri în 1917, au rămas doar 4 biserici în 1936. Regiunea Novgorod, care avea 42 de biserici și 3 mănăstiri în 1917, mai avea doar 15 biserici în 1934. În regiunea Kuibîșev, care aveau 2200 de biserici, moschei și alte temple în 1917, mai avea doar 325 de lăcașuri de cult în 1937. În 1941, numărul comunităților religioase înregistrate scăzuse la 8.000 (dintre care marea majoritate erau prezente în teritoriile apusene recent anexate). Proporțional, mai multe biserici au fost închise în zonele rurale decât în orașe. Până la sfârșitul anilor 1930, majoritatea clădirilor tuturor religiilor din țară fuseseră confiscate sau distruse, iar cei mai mulți membri ai ierarhiei clericale fuseseră arestați sau uciși.
Campania antireligioasă din deceniul al patrule și tacticile de teroare ale regimului militant ateu au eliminat efectiv toate expresiile publice ale religiei și adunările comune ale credincioșilor în afara zidurilor celor câteva biserici, moschei, sinagogi sau temple care mai țineau încă slujbe. Acest lucru a fost realizat într-o țară care, cu doar câteva decenii înainte, avea o viață publică și o cultură creștină profund ortodoxă, care se dezvoltase timp de aproape o mie de ani.